# Limfociti
Limfociti su kao sastojci krvi najmanje stanice koje imaju obrambenu ulogu. Proizvode antitijela i na različite načine sudjeluju u imunološkom sustavu. Dio su leukocita i nastaju u koštanoj srži. Kod odraslih limfociti čine 25-40 posto leukocita u krvi.
Postoje tri osnovne skupine limfocita koji se morfološki ne razlikuju već su razlike samo funkcionalne:
- B-limfociti
- T-limfociti
- NK-stanice, o kojima se najmanje zna i smatra se da bi mogle biti odgovorne za sprječavanje razmnožavanja nenormalnih stanica, posebno tumorskih.